# Jacob Picard

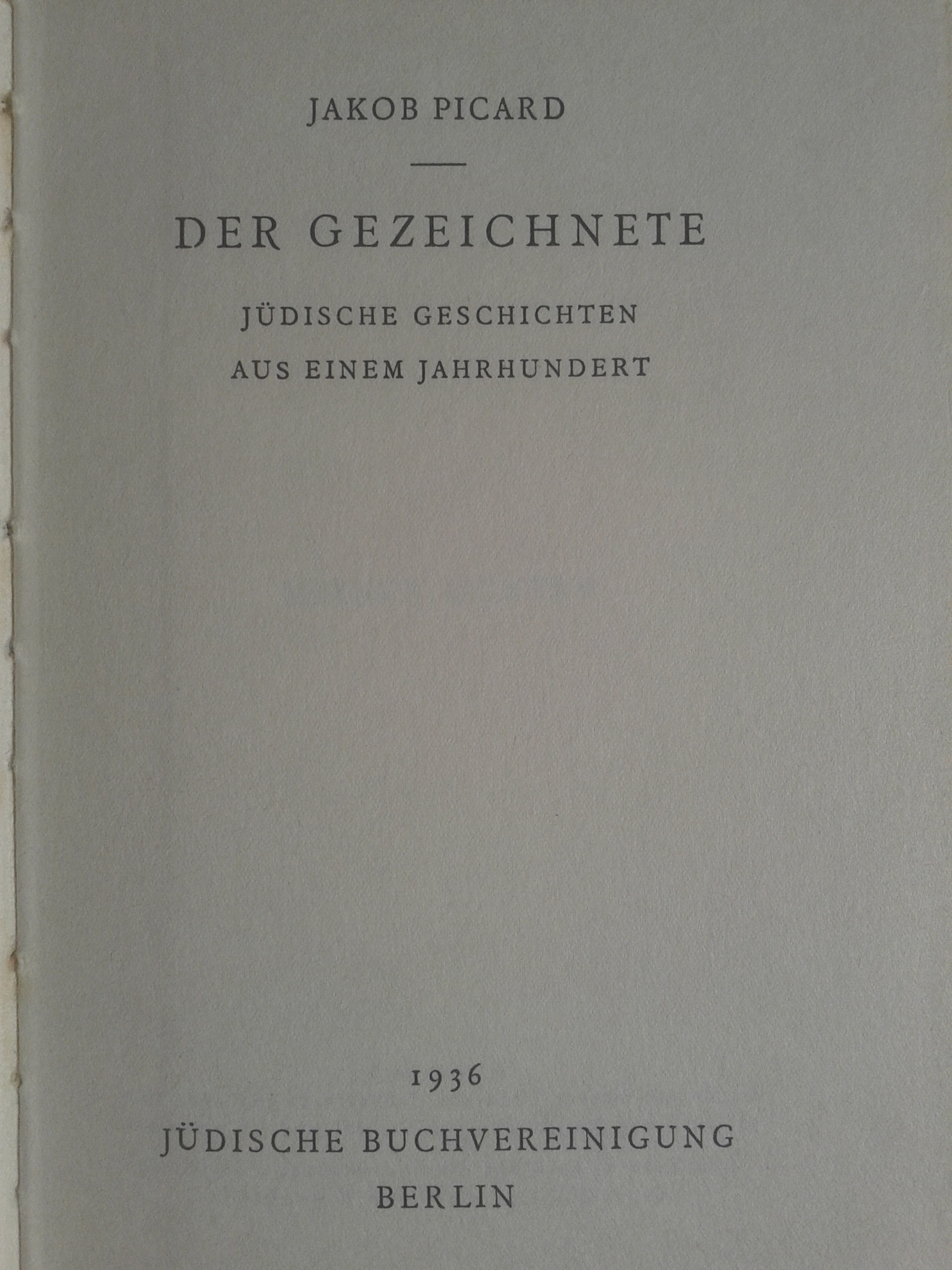
Titelblatt von Jakob Picard: Der Gezeichnete. Jüdische Geschichten aus einem Jahrhundert. Berlin 1936.

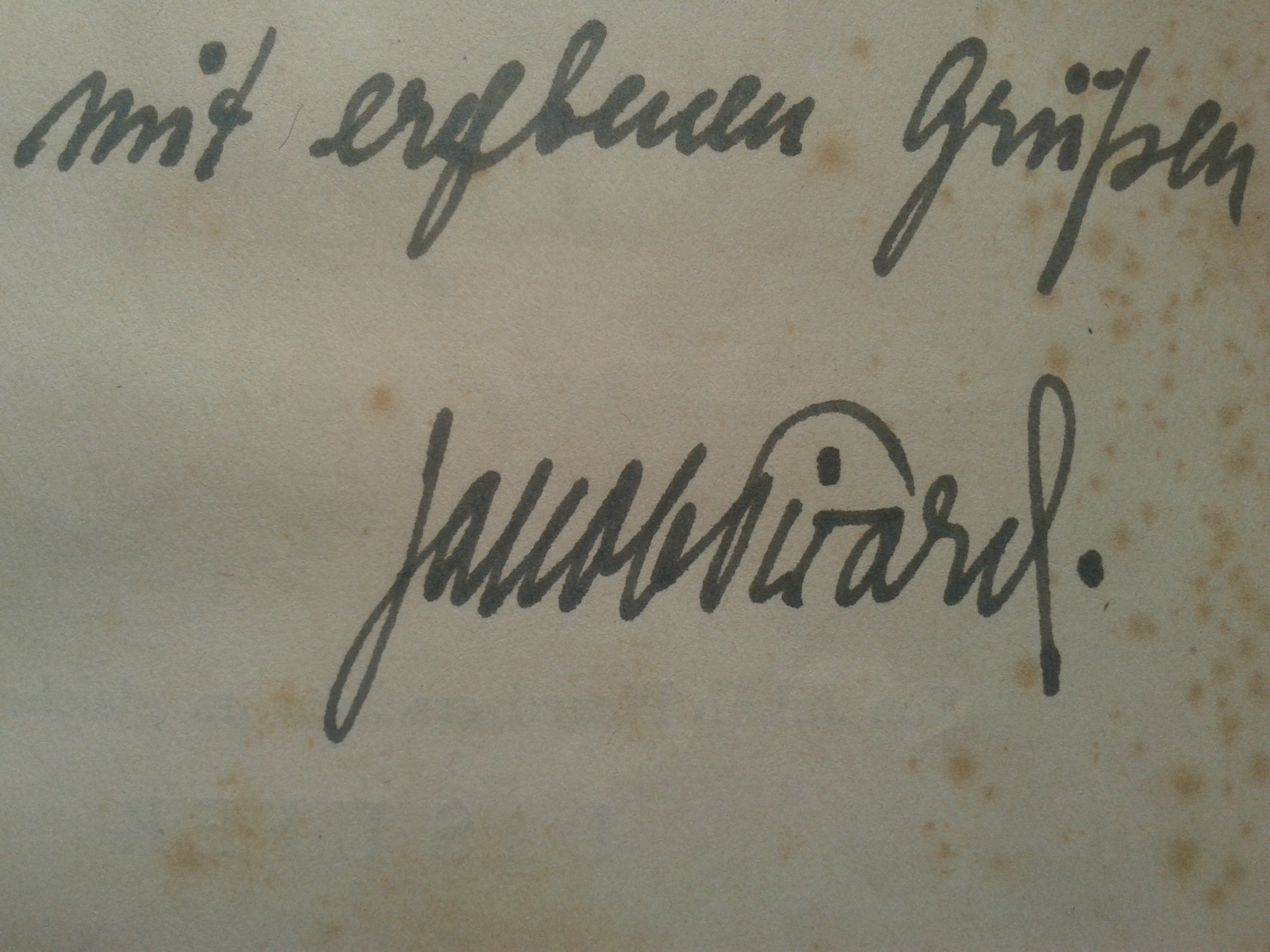
Handschriftlicher Widmungseintrag und Unterschrift von Jacob Picard, in: Erschütterung. Gedichte, Heidelberg 1920

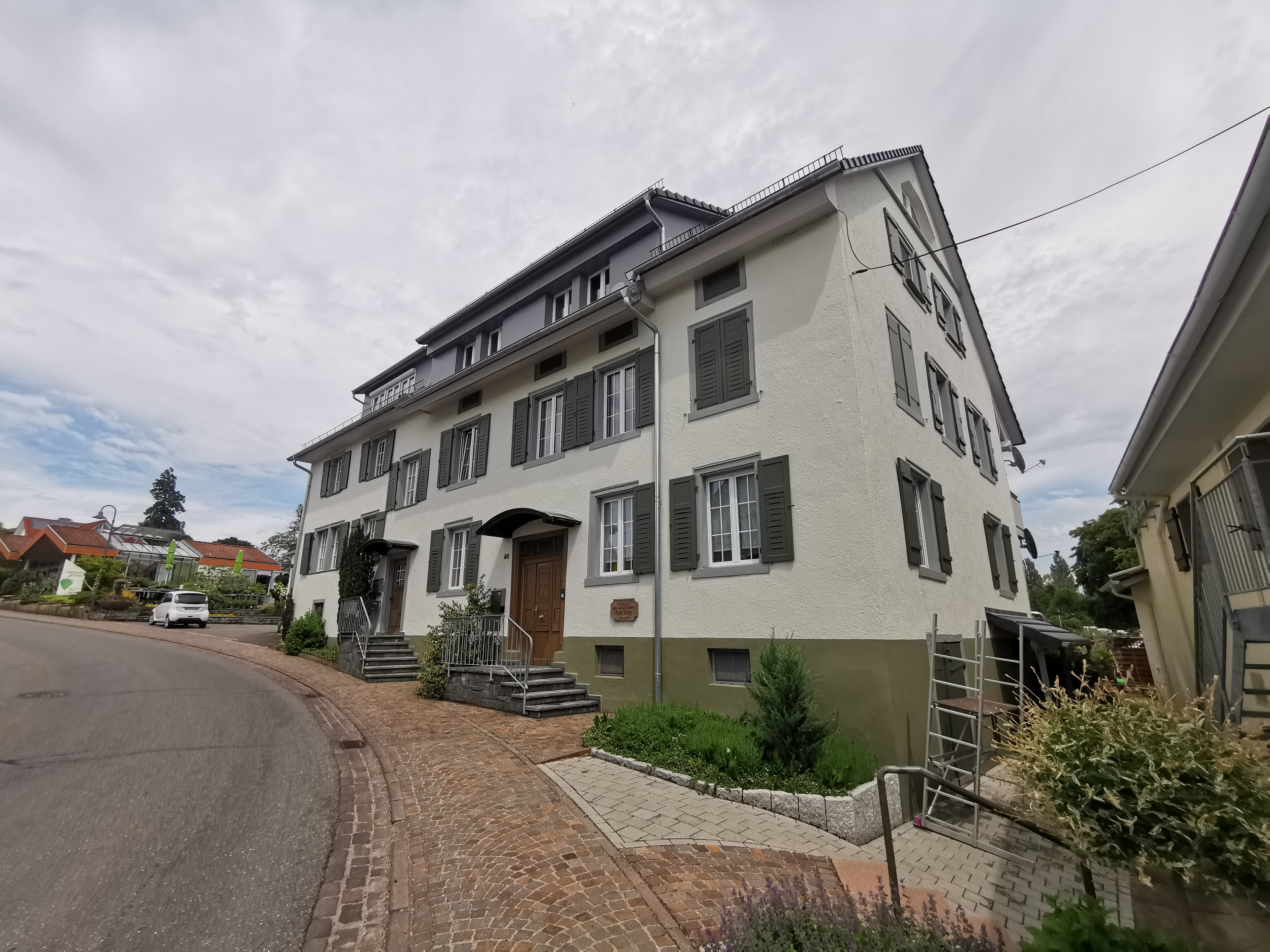
Geburtshaus

Jacob (Jakob) Picard (geboren 11. Januar 1883 in Wangen am Bodensee; gestorben 1. Oktober 1967 in Konstanz; Pseudonyme: J.P. Wangen und Jakob Badner) war ein Jurist, Schriftsteller und Dichter des deutschen Landjudentums.

## Leben
Jacob Picard wuchs als eines von sieben Kindern des jüdischen Ehepaares Simon und Eugenie Picard in seinem Geburtsort Wangen am Untersee bei Öhningen nahe Stein am Rhein auf. Er besuchte das Gymnasium in Konstanz bis zum Abitur 1903. Anschließend studierte er zunächst Germanistik, Geschichte und Kunstgeschichte, dann Rechtswissenschaft in München, Berlin, Freiburg und Heidelberg. Im Herbst 1909 bestand er das 1. juristische Staatsexemen und war seitdem als Rechtspraktikant tätig.  Das Studium schloss er 1913 mit der Promotion zum Dr. phil. in Heidelberg bei Karl von Lilienthal als Berichterstatter ab; Titel seiner Dissertationsschrift, die sich mit § 130 des Reichsstrafgesetzbuchs auseinandersetzt: Die friedengefährdende Klassenverhetzung.
Er publizierte ab 1907 erste Gedichte, u. a. in Westermanns Illustrierten Deutschen Monatshefte, Die Gegenwart, in der von Siegfried Jacobsohn gegründeten Zeitschrift Die Schaubühne und in der linksliberalen Halbmonatszeitschrift für deutsche Kultur Der März. Dort war Theodor Heuss Redakteur; sie lernten sich 1908 kennen.
Vor dem Ersten Weltkrieg lebte Picard in den Jahren 1913/1914 in Heidelberg. Er berichtete in einem Aufsatz über Ernst Blass von der lebendigen Literaturszene, die damals in der Neckarstadt herrschte. Im Saturn-Verlag Hermann Meister Heidelberg erschien 1913 sein erster Gedichtband Das Ufer; ein Gedicht erschien auch im 5. Jahrgang des von Meister mit Herbert Grossberger herausgegebenen SATURN.
Im Ersten Weltkrieg, in dem er zwei seiner Brüder, Wilhelm und Erwin, verlor, diente er als Kriegsfreiwilliger und Offizier bei einer Maschinengewehrkompanie. Ein differenziertes Bekenntnis zum Patriotismus deutscher Juden im Ersten Weltkrieg formulierte er 1917 in der Münchner Zeitschrift Jüdisches Echo als Reaktion auf die „Judenzählung“ und einen Offenen Brief seines Freundes Hans Heinrich Ehrler zu diesem Thema. Von 1919 bis 1924 arbeitete er als Rechtsanwalt in Konstanz, seit seiner Verheiratung mit Frieda Gerson lebte er von 1924 bis 1933 in Köln, danach, mit Unterbrechungen, bis 1940 in Berlin. Aus der später geschiedenen Ehe entstammte die Tochter Renate.
Nach der Machtergreifung der Nationalsozialisten war er gezwungen, seine Tätigkeit als Anwalt aufzugeben und wandte sich verstärkt wieder der literarischen Arbeit zu. 1935 wurde er aus der Reichsschrifttumskammer ausgeschlossen und konnte seine Werke in der Folge nur noch in jüdischen Verlagen veröffentlichen. Zwischen 1936 und 1938 lebte Picard nochmals in der Nähe seines Geburtsortes Wangen und logierte in einem Gasthof im Dorf Horn bei Gaienhofen. Dort schloss er neben dem autobiographischen Text Erinnerungen eigenen Lebens auch seinen Erzählband Der Gezeichnete ab. Dieser konnte als vierter Quartalsband 1936 bei der Jüdischen Buchvereinigung Berlin erscheinen und wurde von Hermann Hesse und Stefan Zweig äußerst positiv rezensiert.
Noch während seines letzten Aufenthalts in Wangen empfing er von seinem damaligen Verleger Erich Lichtenstein ein Heft mit Gedichten von Gertrud Kolmar mit der Bitte um Beurteilung zugesandt. Davon tief beeindruckt, riet Picard zur sofortigen Drucklegung, hatte er doch das berechtigte „Gefühl, daß so etwas nicht mehr lange möglich sein werde; und in der Tat war dieses dann auch wahrscheinlich das letzte jüdische Buch, das vor der Endkatastrophe erschienen ist.“ Es war Kolmars letzter Gedichtband Die Frau und die Tiere, der noch 1938 erscheinen konnte. Nach seiner Übersiedlung nach Berlin im Herbst 1938 lernte Picard die Dichterin auch persönlich kennen, deren erste Gedicht-Gesamtausgabe 1955 mit einem Nachwort Picards veröffentlicht wurde.
Mit letzter Gelegenheit emigrierte Picard am 4. Oktober 1940 von Berlin über die Sowjetunion, Korea und Japan in die Vereinigten Staaten. Dort nahm er die US-Staatsbürgerschaft an und verfasste unter schwierigen wirtschaftlichen Bedingungen eine Biografie über Franz Sigel. Unter anderem publizierte er im New Yorker Exilmagazin Aufbau; dabei ist er auch in der repräsentativen, von Ernst Bloch u. a. herausgegebenen Exilanthologie Morgenröte (1947) vertreten.
1958 kehrte Picard aus den USA nach Deutschland zurück. Kurz vor seinem Tod erhielt er 1964 den Bodensee-Literaturpreis der Stadt Überlingen.

## Rezeption

### 2007: Gedenkstätte im Alten Rathaus Wangen
Seit September 2007 erinnert eine Gedenkstätte im alten Rathaus Wangen an den Chronisten der deutschen Landjudentums: Sie skizziert die Geschichte der christlich-jüdischen Landgemeinde am Beispiel des Dorfarztes Nathan Wolf, des Dichters Jacob Picard und des schon früh nach Israel emigrierten Geologieprofessors Leo Picard. Eine Vitrine zeigt Zeugnisse der Möglichkeiten und Verluste jüdischer Existenzen im 20. Jahrhundert. Hintergrundtexte und Aufsätze zur Geschichte des Dorfs in einer kleinen Freihandbibliothek können der Vertiefung dienen; zentral ist eine Hörstation, in der literarische Zeugnisse von Jacob Picard ebenso wie die Erinnerungen von Hannelore König an ihre Kindheit in Wangen zur Zeit des Nationalsozialismus anzuhören sind. König ist eine Tochter Nathan Wolfs, der als „letzter Jude von Wangen“ seit Dezember 1970 auf dem jüdischen Friedhof oberhalb des Dorfs ruht.

## Werke
- Das Ufer. Gedichte (Lyrische Bibliothek 3). Meister, Heidelberg 1913.
- Die friedengefährdende Klassenverhetzung. Inaugural Dissertation. Juristische Verlagsbuchhandlung Frensdorf, Berlin 1914.
- Einst. In: Saturn. Nr. 5, 1919/20, S. 370.
- Erschütterung. Gedichte. Meister, Heidelberg 1920.
- Bodensee-Erlebnis. Velhagen und Klasings Monatshefte.
- Der Gezeichnete. Jüdische Geschichten aus einem Jahrhundert (= Jahresreihe 1936. Bd. 4). Jüdische Buchvereinigung, Berlin 1936.
  - The Marked one. Übersetzung und Nachwort Ludwig Lewisohn. Philadelphia 1956.
- Erinnerung eigenen Lebens. In: Der Morgen. Monatsschrift der Juden in Deutschland, April–Juni 1938.
  - Childhood in the Village. Fragment of an Autobiography. In: Leo Baeck Institute Yearbook. Band 4, 1959, S. 273–293.
  - Une enfance au village. Fragments d’autobiographie. Texte traduit de l’anglais et annoté par Ph. Pierret. Léo Baeck Institute, Bruxelles 2008 (71 S.).
- Der Uhrenschlag. Gedichte. Mit einem Nachwort von Hans Reetz. Eremiten-Presse, Stierstadt 1960.
- Ernst Blass, seine Umwelt in Heidelberg und „Die Argonauten“. Biographisches Fragment. In: Imprimatur, Ein Jahrbuch für Bücherfreunde. Neue Folge Band III, 1961/62, S. 194–199. Erneut in: Paul Raabe (Hrsg.): Expressionismus. Aufzeichnungen und Erinnerungen der Zeitgenossen. Walter, Olten/Freiburg 1965, S. 137–145.
- Spur unterm Wasser. 1963.
- Die alte Lehre. Geschichten und Anekdoten. DVA, Stuttgart 1963. (Überarbeitung von Der Gezeichnete. 1936)
- Erinnerung eigenen Lebens. In: allmende – Zeitschrift für Literatur. 9. Jg., Nr. 24/25, 1989, S. 5–38.
- Werke. Herausgegeben von Manfred Bosch. Zwei Bände. Faude Verlag, Konstanz 1991, ISBN 3-922305-24-5.
- Werke. Herausgegeben von Manfred Bosch. Libelle Verlag, Lengwil 1996, ISBN 3-909081-48-7.
- Und war ihm leicht wie nie zuvor im Leben. Die schönsten Erzählungen aus dem süddeutschen Landjudentum. Libelle Verlag, Bottighofen 1993, ISBN 3-909081-59-2.
- Erinnerung eigenen Lebens. In: Manfred Bosch (Hrsg.): Alemannisches Judentum. Spuren einer verlorenen Kultur. Eggingen 2001.